# نيكولاي يونسكو
نيكولاي يونسكو (بالرومانية: Nicolae Ionescu) هو دبلوماسي وصحفي وسياسي روماني، ولد في 1820 في جمهورية مولدوفا الاشتراكية السوفيتية، وتوفي في 24 يناير 1905. حزبياً، نشط في الحزب الليبرالي القومي الروماني. وقد انتخب عضو مجلس النواب في رومانيا وانتخب عضو مجلس شيوخ رومانيا ‏.